# Nick Hysong
Nick Hysong, född 9 december 1971 i Winslow i Arizona, är en amerikansk friidrottare (stavhoppare).
Hysong har tillhört världseliten i stavhopp sedan mitten av 1990-talet och hans första världsmästerskap utomhus var VM 1999 i spanska Sevilla där han slutade fyra på 5,70. Året efter blev Hysong den första amerikanen sedan 1968 att vinna olympiskt guld i stavhopp när han vann i Sydney 2000. Han noterade ett nytt personligt rekord 5,90 i finalen. Vid VM 2001 i Edmonton blev det brons och vid VM 2005 i Helsingfors en femte plats. 